# Byltan
Byltan är en ö i Finland. Den ligger i Finska viken och i kommunen Kyrkslätt i den ekonomiska regionen  Helsingfors i landskapet Nyland, i den södra delen av landet. Ön ligger omkring 20 kilometer väster om Helsingfors.
Öns area är 0,2 hektar och dess största längd är 60 meter i sydöst-nordvästlig riktning.